# Januszewice (wieś w województwie łódzkim)
Januszewice – wieś w Polsce położona w województwie łódzkim, w powiecie opoczyńskim, w gminie Opoczno.
Od nazwy wsi Januszowice pod Opocznem jedna gałąź rodu Łosiów herbu Dąbrowa, która z czasem osiadła na Rusi Czerwonej, w XV – połowie XVII wieków nosiła nazwisko Łosiów Januszowskich lub tylko Januszowskich.
W latach 1975–1998 miejscowość administracyjnie należała do województwa piotrkowskiego. Wieś posiada szkołę podstawową, 
Ochotniczą Straż Pożarną oraz drużynę piłkarską, LKS Januszewice.
Wieś znajduje się przy drodze krajowej nr 12 (przyszłej drodze ekspresowej S12). Z Łodzią i Tomaszowem Mazowieckim wieś łączy droga wojewódzka nr 713. 
Wierni kościoła rzymskokatolickiego należą do parafii Podwyższenia Krzyża Świętego w Opocznie.

## Urodzeni w Januszewicach
- Zygmunt Sokołowski – podporucznik kawalerii Legionów Polskich i Wojska Polskiego, uczestnik I wojny światowej i wojny polsko-ukraińskiej, kawaler Orderu Virtuti Militari[5].

## Zabytki
Według rejestru zabytków Narodowego Instytutu Dziedzictwa na listę zabytków wpisane są obiekty:
- zespół dworski, 1 poł. XIX w., nr rej.: 351 z 23.06.1967:
  - oficyna
  - czworaki
  - dwór